# IBM Rational ClearCase
Rational ClearCase è un prodotto software per la gestione della configurazione (anche detta Configuration Management o SCM) sviluppato da Rational Software (poi acquisita da IBM). ClearCase supporta un gran numero di piattaforme tra cui AIX, z/OS, Linux, HP-UX, Solaris e Windows  ed è particolarmente indicato per progetti di medie e grandi dimensioni ma può essere utilizzato anche in team ristretti.
Clearcase può essere utilizzato in due modalità, UCM e Base ClearCase. La modalità UCM (Unified Change Management) implica l'utilizzo di una metodologia completa sviluppata da Rational mentre la modalità base fornisce tutti gli strumenti tipici di un software di configuration management.
La versione Multisite permette l'utilizzo del prodotto da parte di team distribuiti geograficamente garantendo l'affidabilità  delle repliche e la sicurezza dei dati. La versione LT (Local Team) è particolarmente indicata per piccoli gruppi o singoli sviluppatori ma manca di alcune funzionalità di integrazione tipica delle versioni superiori.